# Сикигами
Сикигами (яп. 式神 сикигами, от яп. 式 — «церемония» и 神 — «бог») — духи, которых призывает себе на службу практикующий оммёдо. Ближайший по значению западный термин — фамильяр.

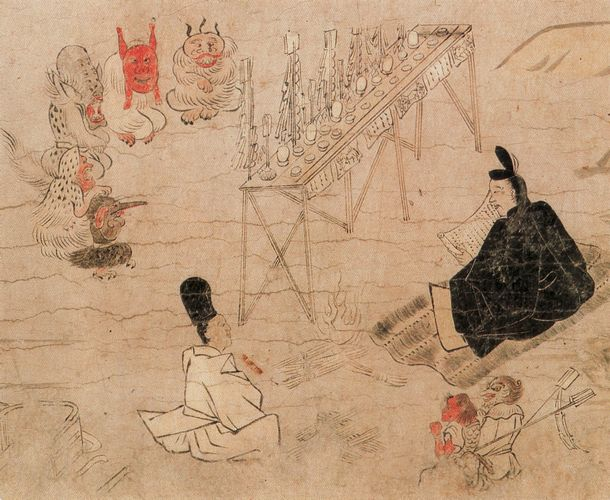

Большинство людей не может увидеть сикигами; оммёдзи периода Хэйан описывали их похожими на небольших они. По команде оммёдзи некоторые сикигами могут принимать облик человека или животного, околдовывать людей, или же наносить физические повреждения и даже убивать.
Абэ-но Сэймэй — один из известных оммёдзи; считалось, что он мастерски умел управлять сикигами.

## Сикигами в современной культуре
Во многих мангах и аниме сикигами — магические прислужники, сделанные из бумаги и иных материалов.
- Персонаж ранобе, манги и аниме «Ghost Hunt» (1989) Лин Кодзё — оммёдзи, управляющий пятью сикигами.
- Персонаж аниме «Doomed Megalopolis» (1991) Като Ясунори призывает сотни чёрных сикигами.
- Персонаж серии игр «Touhou Project» (1996) Ран Якумо — сикигами Юкари Якумо. У Ран тоже есть сикигами — Чэнь.
- В аниме и манге «Yami no Matsuei» (1997) в роли сикигами также выступают хранители четырёх сторон света: Сэйрю, Бякко, Судзаку и Гэмбу.
- В аниме и манге«Shaman King» (1998)
- Персонаж аниме «Shounen Onmyouji» (2001) Масахиро — внук Абэ-но Сэймэя. Управляет одним сикигами, в то время как его дед управляет двенадцатью.
- «Mahou Sensei Negima» (2003)
- В аниме и манге «Gintama» (2003) оммёдзи и сикигами посвящена целая сюжетная арка. В ней же присутствует персонаж по имени Сэймэй.
- Персонаж аниме «Rental Magica» (2004) Рэн Нэкоясики управляет четырьмя сикигами в кошачьем обличье.
- В аниме и манге «Fairy Tail» (2006)
- В аниме и манге «Kamisama Hajimemashita» (2008) у Нанами был сикигами-мартышка.
- В аниме и манге «Tokyo Ravens» (2010) оммёдзи, в том числе и главный герой, используют своих сикигами.
- В аниме и манге «Sousei no Onmyouji» (2013) сикигами используются как помощники, выглядят как животные. Также в сюжете упоминается имя Абэ-но Сэймэй.
- В аниме и манге «Jujutsu Kaisen» (2018) Мэгуми Фусигуро, который использует на постоянной основе "технику десяти теней". Призыв осуществляется методом складывания печатей руками, произношения имени сикигами и использования проклятой энергии.